# Santa María (El Salvador)
Santa María è un comune del dipartimento di Usulután, in El Salvador.